# Stazione di Castel San Pietro Terme
La stazione di Castel San Pietro Terme è una stazione ferroviaria della ferrovia Bologna-Ancona a servizio del comune di Castel San Pietro Terme.
La stazione fa parte del Servizio ferroviario metropolitano bolognese.
La gestione degli impianti è affidata a Rete Ferroviaria Italiana (RFI) controllata del Gruppo Ferrovie dello Stato.

## Storia
La stazione venne aperta il 1º settembre 1861 in occasione dell'apertura del tratto Bologna - Forlì.
Negli anni 1990 fu chiuso lo scalo merci e ridotto a 3 il numero di binari in servizio ai passeggeri.

## Strutture e impianti
Il fabbricato viaggiatori si compone di due livelli ma soltanto il piano terra è aperto al pubblico. L'edificio è prevalentemente mattoni, ad eccezione della facciata che è in travertino. Dal lato binari dell'edificio è presente una lunga pensilina in muratura al cui interno sono disposte alcune panchine.
La stazione disponeva di uno scalo merci con annesso magazzino che è stato smantellato (ad eccezione del tronchino che serviva il piano caricatore), il magazzino invece è stato convertito a deposito. L'architettura del magazzino è molto simile a quella delle altre stazioni ferroviarie italiane.
Sono presenti altri edifici minori che ospitano i locali tecnici di RFI ed i servizi igienici.
La pianta dei fabbricati è rettangolare.
Il piazzale è composto da tre binari. Nel dettaglio:
- 1: è un binario di corsa; fermano i treni con numerazione dispari.
- 2: è un binario di corsa; fermano in treni con numerazione pari.
- 3: è un binario su tracciato deviato; viene utilizzato per le eventuali precedenze fra i treni

Tutti i binari sono dotati di banchina, riparati da una pensilina e collegati fra loro da un sottopassaggio.
Tra il 2019 e il 2020 la stazione è stata interessata da lavori di ammodernamento consistenti nella ripavimentazione del corpo centrale, del sottopassaggio e delle banchine; quest'ultime sono state rialzate per permettere l'accesso "a raso" ai nuovi treni utilizzati per il servizio regionale. Sono stati inoltre installati 3 ascensori per accedere al sottopassaggio dal corpo centrale e dal parcheggio lato sud, dalla banchina dei binari 2 e 3 e dal parcheggio lato nord.

## Movimento
La stazione è servita dai treni regionali svolti da Trenitalia Tper nell'ambito del contratto di servizio stipulato con la regione Emilia-Romagna.
La stazione è servita dai treni della linea S4B (Bologna Centrale - Imola) del servizio ferroviario metropolitano di Bologna in servizio fra Ferrara, Bologna, Imola e Rimini e dai treni di tipo Regionale e Regionale Veloce (questi ultimi con cadenza oraria in servizio fra Piacenza e Ancona); in alcuni orari sono garantiti collegamenti con Ravenna.
In totale sono novantacinque i treni che effettuano servizio in questa stazione e le loro principali destinazioni sono: Bologna Centrale, Ravenna e Piacenza.
Al 2007, l'impianto risultava frequentato da un traffico giornaliero medio di circa 630 persone.
A novembre 2019, la stazione risultava frequentata da un traffico giornaliero medio di circa 2 078 persone (989 saliti + 1 089 discesi).

## Servizi
La stazione è classificata da RFI nella categoria silver.
La stazione dispone di:
- Biglietteria automatica
- Sottopassaggio
- Servizi igienici
- Parcheggio di interscambio
- Sala di attesa
- Capolinea autolinee TPER per le località termali (due corse al giorno)[5]
- Parcheggio bici
- Bar